# Willie Goes to Sea
Pour plus de détails, voir Fiche technique et Distribution.
Willie Goes to Sea est un film muet américain réalisé par Colin Campbell et sorti en 1915.

## Fiche technique
- Titre : Willie Goes to Sea
- Réalisation : Colin Campbell
- Scénario :
- Producteur :  William Selig
- Société de production : Selig Polyscope Company
- Société de distribution : General Film Company
- Pays d'origine :  États-Unis
- Langue : Anglais
- Format : Noir et blanc — 35 mm — 1,33:1 — Muet
- Genre : Comédie
- Durée : 10 minutes
- Dates de sortie : 
  - États-Unis : 9 juin 1915
  - Danemark : 21 octobre 1915

## Distribution
- Wheeler Oakman : Willie
- Lamar Johnstone
- Norma Nichols
- Harry Lonsdale